# Paulus, der Apostel Christi
Paulus, der Apostel Christi ist eine Bibelverfilmung aus dem Jahr 2018. In den Hauptrollen wirken James Faulkner und James Caviezel mit. Caviezel, der durch seine Rolle als Jesus von Nazaret in Mel Gibsons Die Passion Christi international bekannt geworden ist, gibt mit Paulus sein Debüt als Filmproduzent, da er als Executive Producer auch hinter der Kamera tätig ist.

## Handlung
Rom im Jahr 67 n. Chr.: Die Stadt liegt in Schutt und Asche, ein Brand hat sie komplett zerstört. Nero gibt den Christen die Schuld, lässt viele von ihnen verhaften und hinrichten. So auch den Apostel Paulus, den man ins Gefängnis wirft und zum Tod verurteilt. Im Gefängnis wird Paulus dem Gefängnisaufseher Mauritius Gallas unterstellt, der sich langsam vom überzeugten Anhänger Roms zu einem Menschen entwickelt, der die Lehren der Christen akzeptiert.
In der Zwischenzeit ist der Schreiber und ehemalige Arzt Lukas nach Rom gekommen. Hier erfährt er nicht nur die Verfolgungen der Christen, sondern muss auch entscheiden, wie er die verunsicherte junge Gemeinde führen soll. Stellt er sich auf die Seite des römischen Christen Cassius, der mit Gewalt Nero stürzen möchte, oder verfolgt Lukas das Ziel der Missionare Priszilla und Aquila, die die Menschen aus Rom evakuieren und anderswo neu beginnen möchten.
Gleichzeitig besucht Lukas Paulus im Gefängnis und beginnt, dessen Lebensgeschichte wie auch Lehren aufzuschreiben. Lukas kann aber auch Gallas’ todkranke Tochter Caelia heilen und so in dem Römer wie dessen Ehefrau Irenica ein Umdenken erreichen. Zwar kann Gallas nicht mehr die Exekution des Apostels Paulus verhindern, toleriert jedoch, dass die verfolgten Christen aus Rom fliehen können.

## Hintergrundinformationen
Die Dreharbeiten des Films fanden im Herbst 2017 auf Malta statt.

## Synchronisation
Die deutschsprachige Synchronisation entstand bei der VSI Synchron Berlin nach einem Dialogbuch von Sigrid Scheurer und unter der Dialogregie von Gundi Eberhard.
- Lukas: Alexander Doering
- Paulus: Lutz Riedel
- Mauritius Gallas: Marcus Off
- Priszilla: Christin Marquitan
- Aquila: Matthias Klie
- Irenica: Marieke Oeffinger
- Octavia: Alice Bauer
- Hananias: Thomas Kästner
- Cassius: Jannik Endemann
- Publius: Jaron Löwenberg
- Balbus: Martin Schubach
- Christ: Constantin Lücke